# Wurmmollusken
Als Wurmmollusken (Aplacophora) wird traditionell eine Gruppe wurmförmiger und schalenloser Weichtiere bezeichnet, die sowohl die Klasse der Schildfüßer (Caudofoveata) als auch der Furchenfüßer (Solenogastres) umfasst.

## Körperform und Schale
Es ist nicht geklärt, ob die Tiere dieser beiden Klassen ihre Schale, die bei allen anderen Weichtieren vorhanden ist, im Laufe der Evolution verändert haben, oder ob sie nie eine hatten. Statt einer Schale enthält ihre äußere Hautschicht jedoch Aragonitnadeln oder wird von kleinen Aragonitschuppen bedeckt. Die Wurmform der Tiere ist die Folge einer Reduktion des muskulösen Fußes.

## System
Die Wurmmollusken werden heute überwiegend nicht mehr als monophyletische Gruppe betrachtet. Auch die Stellung der beiden hierzu gezählten Klassen innerhalb der Weichtiere ist nicht abschließend gesichert. Teilweise wurden sie mit den Käferschnecken in einem Monophylum Aculifera (Stachelweichtiere) vereinigt.